# 水晶工具
水晶工具（Crystal Tools）是日本公司史克威尔艾尼克斯创建并在其内部团队中使用的游戏引擎。这款引擎结合了图形、声音和人工智能等元素的标准库，同时为游戏开发者提供各种创作工具。水晶工具的目标平台是PlayStation 3、Xbox 360、Microsoft Windows以及Wii，这一决定是为了让游戏产品的跨平台制作更加可行。该引擎的想法源于史克威尔艾尼克斯希望拥有一个统一的游戏开发环境，以便有效地共享公司内部各个团队的技术和专业知识。
水晶工具于2005年8月开始开发，当时代号为白色引擎（White Engine）。这个工具最初是为PlayStation 3平台独占角色扮演游戏《最终幻想XIII》而设计的，而首次亮相是在PlayStation 3上进行的《最终幻想VII》的技术演示中。将水晶工具的兼容性扩展到其他游戏项目和系统的决定标志着公司范围的引擎项目的正式启动。开发工作由为此目的专门设立的、以村田琢为首的研究开发部门进行。作为史克威尔艾尼克斯当时最大的项目，水晶工具的创建对几款旗舰游戏的同时制作造成了巨大问题；多位评论家认为该引擎是《最终幻想13》发行严重延迟的主要原因。

## 特征
水晶工具是由日本游戏开发商及出版商史克威尔艾尼克斯开发的统一游戏引擎，它结合了图形渲染、物理处理、运动控制、电影、视觉效果、声效、人工智能和网络的标准库。其目标系统包括PlayStation 3、Xbox 360、Microsoft Windows和Wii。在开发方面，该引擎采用专注于大型游戏项目的各种创作工具的形式。它包含用于3D模型的角色查看器、特效和过场动画编辑器、预览工具以及音效制作器。通过插件支持使用第三方程序Autodesk Maya、Autodesk Softimage和Adobe Photoshop。各个创作工具通过名为GRAPE2的通信服务器连接起来，该服务器读取所有不同的数据格式，对其进行处理并提供最终游戏的即时预览。该引擎具有高度可定制性，可以根据需要扩展新功能和工具。虽然水晶工具可以更轻松地进行跨平台开发，但目标系统的视频内存和微架构的差异仍然需要在游戏中进行微调，例如关于纹理大小方面的调整。

## 开发

### 起源
作为一家拥有多个制作团队的游戏制作公司，史克威爾在与竞争对手艾尼克斯合并之前就希望员工能够高效地共享他们的知识和技术。对于通用开发基础设施和引擎的需求可以追溯到1997年开发角色扮演游戏《最终幻想战略版》时，这款游戏是在从2D到3D游戏制作的过渡时期创作的。当时参与游戏制作的艺术家们向程序员村田琢提出了一个快速检视他们的作品在最终游戏中呈现效果的方法。由于游戏开发是在个人电脑上进行的，因此图形显示的预览是在计算机显示器上进行的。这与PlayStation游戏机在电视屏幕上显示的实际图形非常不同。最初，忠实地预览游戏的视觉效果十分耗时，因为必须先将所有数据从电脑传输到游戏机上，然后才能得以在电视屏幕上进行预览。为了避开这一步，村田琢创建了一个即时预览工具。通过这个工具，他很快就目睹了游戏艺术家们生产力的提高和作品质量的提升。2000年开发《放浪冒险谭》时，开发人员选择重新启用这个即时预览工具，而不是从头开始编写一个新工具。为此，村田琢与团队为其添加了新功能，支持创建一个统一的预览和过场动画剪辑工具，以适应当时游戏的全多边形3D图形渲染。在2001年推出的PlayOnline服务中，该公司首次尝试为所有部门引入这一通用软件。
然而，在史克威尔与艾尼克斯合并之后，各个团队仍然继续为每款游戏编写和定制自己的工具，但这些工具最终会被浪费掉，因为只有各自工具的创作者知道如何使用它们。随着开发中的《最终幻想XII》所需的资产和工具数量的增加，以及第七世代遊戲機的即将问世，史克威尔艾尼克斯于2004年提出了一种通用数据格式的建议。该方案将在史克威尔艾尼克斯内部开发并取代FBX和COLLADA等通用格式。事实证明，实现使用一套具有通用工具集的引擎的目标非常困难，因为许多制作团队更愿意推进自己的利益而不是公司的整体利益。来自公司内不同部门的部分员工自愿组队参与该项目，但他们松散的组织结构未能取得满意的研发结果。尽管如此，村田琢还是认为这次团队努力是朝着正确方向迈出的第一步。2005年，他被任命为新成立的技术部门总经理。虽然这使得村田和他的团队能够更广泛地讨论在全公司范围的使用统一的游戏引擎，但由于人手不足，这次仍未能取得任何显著成就。

### 版本1.0
由于公众对2005年在电子娱乐展上展示的《最终幻想VII PS3技术演示》的片段反响相当积极，史克威尔艾尼克斯决定将原计划在PlayStation 2上发布的角色扮演游戏《最终幻想XIII》改在PlayStation 3上发布，而不是按。同年8月，史克威尔艾尼克斯技术部门开始着手研发白色引擎，这是一款原本专门用于《最终幻想XIII》在PlayStation 3平台上的游戏开发引擎。然而，8个月后，技术团队决定重新定位这款游戏引擎的用途，以进一步使其与其他项目兼容，比如动作角色扮演游戏《最终幻想Versus XIII》（后更名为《最终幻想XV》）和大型多人在线角色扮演游戏（MMORPG）《最终幻想XIV》。为了使史克威尔艾尼克斯在多平台环境中保持竞争力，该引擎的支持范围从PlayStation 3扩展到在西方市场较为成功的Xbox 360和微软Windows平台。这标志着史克威尔艾尼克斯全公司范围内公用的游戏引擎的正式启动开发工作，为此技术部在2006年9月扩展为研发部。村田琢成为该部门的总经理，统领一支由全职投入开发的成员所组成的团队。
在水晶工具的开发过程中，研发部门不断调查创建史克威尔艾尼克斯旗舰游戏产品所需的工具类型。其中最常被需求的功能是大量使用的角色特写镜头。这让工作人员意识到《最终幻想》系列非常重视其角色的“动漫般的酷炫感”。因此，引擎的开发者们专注于吸引人的视觉效果，而不是精确的物理效果。为了实现这种风格化的外观，制作团队实现了用于附加照明、模糊和视觉效果的后期处理滤镜。史克威尔艾尼克斯的大型制作团队通常由业内资深人士和新手游戏开发者组成。为了适应这种情况，游戏引擎的图形用户界面成为另一个主要特征，并被设计成尽可能直观。在技术和人力资源等方面的巨大投资很快使得白色引擎成为史克威尔艾尼克斯当时最大型的项目。经过一年的工作，该引擎的1.0版于2007年9月完成。

### 版本1.1及更高版本

2009年版本的水晶工具

版本1.0完成后，这款引擎的代号由白色引擎（White Engine）被更改为正式名称“水晶工具”（Crystal Tools）。这样做不仅是为了更好地代表史克威尔艾尼克斯及其作品，还因为现实生活中水晶的折射效果象征着这款游戏引擎的灵活性。在接下来的几个月里，开发团队将这款引擎改进至版本1.1，并增加了对Wii平台的初步支持。2011年9月，《最终幻想Versus XIII》制作总监野村哲也及其团队选用专有动作游戏引擎取代了水晶工具，并辅以该公司新的游戏引擎夜光引擎中的照明技术。其他制作团队，例如《最终幻想13-2》的制作组，则继续使用并改进水晶工具。针对《雷霆归来：最终幻想13》，这款引擎进行了调整，使其更适合开放世界设计的游戏。

### 问题
在《最终幻想13》的制作过程中，水晶工具的开发造成了严重的技术问题和进度上的延误。引擎开发程序员花费了大量时间来考虑来自游戏制作团队成员的各种需求。根据这些反馈，村田团队尝试让引擎适应几个游戏项目的需求，但事实证明这不但是不可能的，而且阻碍了游戏引擎规格的最终定型。此外，由于不同的团队分别致力于引擎的各个工具的开发，因此没有全面的软件文档来确保可用性和一致性。由于无法再继续等待，《最终幻想13》团队别无选择，只能开始另外创建素材以维持游戏的开发进度。然而，缺乏规范导致这些素材与引擎无法兼容。最终，开发团队决定将《最终幻想13》作为水晶工具的主要需求关注点，游戏制作团队开始与引擎研发部门更紧密地合作，以获得所需的工具和开发规范。虽然水晶工具的初步支持有被开发用于Wii，但该游戏平台并未完全支持所有组件。2008年，村田琢表示史克威尔艾尼克斯可能会在未来某个时候将该引擎授权给其他公司，但有限的开发文档以及支持被授权公司的不切实际给这样做带来了很大问题。两年后，游戏制作人北濑佳范表示，从头开发一个与新游戏配套的游戏引擎可能是一个错误的选择，也是《最终幻想13》从公开到发行时间间隔过长的原因之一。

## 评价
《最终幻想13》发布时，水晶工具受到了评论家的好评。Eurogamer的理查德·莱德贝特（Richard Leadbetter）将其称为“优秀的3D引擎”。Wired英国站的内特·兰克森（Nate Lanxon）认为这款引擎在Xbox 360上呈现出了“最令人叹为观止的过场动画和3D图像”，并且让“冗长的过场动画比以往更加电影化”。史蒂芬·哈里斯（Stephen Harris）在PGFan撰文称水晶工具是一款“令人印象深刻的软件”，“为《最终幻想13》带来了令人惊震撼视觉效果”。然而，随着时间的推移，各种媒体开始批评史克威尔艾尼克斯自行打造游戏引擎。GameZone的詹姆斯·韦恩（James Wynne）认为水晶工具在开发过程中是“烧钱工具”，并表示当它开发成熟到可以用于公司级项目时，又已经“相当过时了”。GamesRadar的阿什利·里德（Ashley Reed）指责水晶工具导致史克威尔艾尼克斯游戏作品发布计划长期延误，甚至还降低了部分游戏的质量。她认为这款引擎最终导致了《最终幻想14》出现“灾难性的崩溃”。里德还指出，由于水晶工具在开发中优先考虑《最终幻想13》，因此该引擎在处理《Versus XIII》的开放世界环境时显得力不从心。哈里斯表示，人们期待水晶工具提供“漂亮”的图形，而《最终幻想14》同时“满足并彻底打破”了这些期望。他认为这款游戏是“PC平台上有史以来视觉效果最震撼的MMORPG”。但他同时也称某些图形功能为“资源消耗大户”，并对史克威尔艾尼克斯为运行该游戏所推荐的“高”硬件配置要求感到失望。RPGFan的特约撰稿人德里克·海姆斯伯根（Derek Heemsbergen）表示，《雷霆归来：最终幻想13》可视为“从老化的图形引擎中榨出最后一款游戏的绝望尝试”。韦恩同样批评了史克威尔艾尼克斯放弃水晶工具，转而选择新开发的夜光引擎的决定。

## 使用水晶工具开发的游戏
| 游戏标题             | 年份 | 平台                                                 |
| -------------------- | ---- | ---------------------------------------------------- |
| 最终幻想13           | 2009 | PlayStation 3、Xbox 360、微软Windows                 |
| 最终幻想14           | 2010 | 微软Windows                                          |
| 最终幻想13-2         | 2011 | PlayStation 3、Xbox 360、微软Windows                 |
| 勇者斗恶龙X          | 2012 | Wii、Wii U、微软Windows、PlayStation 4、任天堂Switch |
| 雷霆归来：最终幻想13 | 2013 | PlayStation 3、Xbox 360、微软Windows                 |